# Gilles Jacob

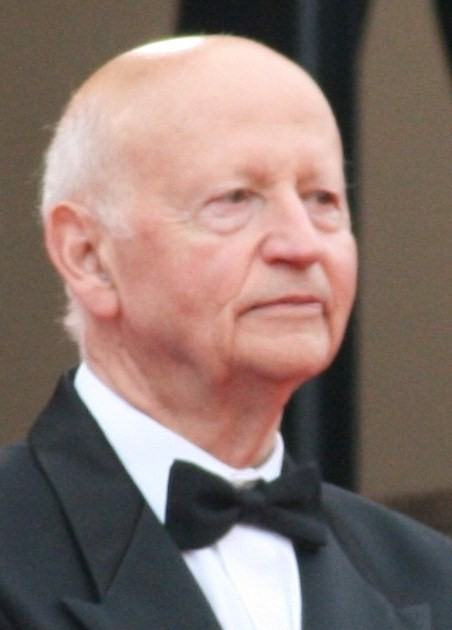
Gilles Jacob bei den Internationalen Filmfestspielen von Cannes im Mai 2009.

Gilles Jacob (eigentlich Gilbert Jacob; * 22. Juni 1930 in Paris, Frankreich) ist ein Kritiker, Produzent, Autor, Regisseur und war Präsident der Internationalen Filmfestspiele von Cannes von 2001 bis 2014.

## Leben
Gilles Jacob entstammt einer bürgerlichen jüdischen Familie. Sein Vater André Jacob war Leiter des Immobilien Handelshauses Auguste Jacob & Fils und seine Mutter war die Tochter von Lambert Levy, dem Generaldirektor der Gesellschaft Est Lumière, dem Vorgänger der Pariser Stromvertriebsgesellschaft. Jacob hat den Zweiten Weltkrieg in einem Kinderheim in den Alpen überlebt und ist den Nazis nur knapp entkommen, indem er sich während einer Razzia hinter einem Harmonium versteckte. Diese Szene hat Louis Malle filmisch in seinem Werk Auf Wiedersehen, Kinder verewigt. Nach der Befreiung kehrte er 1949 nach Paris zurück und brachte dort noch während seines Studiums, das von 1950 bis 1951 erschienene Film Magazin Raccords heraus, bei dem er Chefredakteur war. Als einer der ersten wurde ein Artikel von François Truffaut veröffentlicht.

## Internationale Filmfestspiele von Cannes
Von 1977 bis 2001 war Jacob Künstlerischer Leiter der Internationalen Filmfestspiele von Cannes. In seinem Verantwortungsbereich lag die Auswahl der Wettbewerbsbeiträge. 2001 übergab er seine Position an Thierry Frémaux und wurde daraufhin Präsident des Festivals bis zum Jahr 2014.

## Zitat
„Die Treppenstufen sind eine religiöse Metapher. Bei den Festivals von Venedig und Berlin ist der Eingang zum Premierenkino ebenerdig, bei der Oscar-Verleihung auch. Nur bei uns in Cannes steigt man auf, immer höher.“

## Auszeichnungen (Auswahl)
- 2014: Großoffizier der Ehrenlegion (Kommandeur 2004)[6]

## Filmografie

### Produzent (Auswahl)
- 1986: Mémoires pour Simone (Dokumentation)
- 1987: Le cinéma dans les yeux
- 1989: Liberté (Dokumentation)
- 2002: Histoires de festival (TV Kurzfilm)
- 2003: Les marches etc… (une comédie musicale) (Dokumentation)
- 2004: Words in Progress (Dokumentation)
- 2007: To Each His Own Cinema

### Regie (Auswahl)
- 1987: Le cinéma dans les yeux
- 1989: Liberté (Dokumentation)
- 2002: Histoires de festival (TV Kurzfilm)
- 2003: Les marches etc… (une comédie musicale) (Dokumentation)
- 2004: Words in Progress (Dokumentation)
- 2012: Une journée particulière (Dokumentation)

## Schriften
- 1964: Le Cinéma moderne (essai), Serdoc
- 1969: Un jour, une mouette (roman), Grasset
- 1988: Correspondance de François Truffaut (avec Claude de Givray), 5 Continents
- 1992: Les Visiteurs de Cannes, Hatier
- 1997: Une histoire du cinéma moderne, Ramsay
- 2007: Ballaciner, Essay von Jean-Marie Le Clezio (Kollaboration)
- 2009: La vie passera comme un rêve (souvenirs), Robert Laffont
- 2010: Livre d'or (photos), Le Seuil
- 2011: Le fantôme du Capitaine, Robert Laffont
- 2013: Les Pas perdus, Flammarion
- 2015: Le festival n'aura pas lieu, Grasset
- 2016: Un homme cruel, Grasset
- 2018: Dictionnaire amoureux du festival de Cannes, Plon, 804 p.
- 2020: L'échelle des Jacob, Grasset